# چوبانکا
چوبانکا (به مجاری:  Csobánka) یک منطقهٔ مسکونی در مجارستان است که در ناحیه سنت‌اندره واقع شده‌است. چوبانکا ۲۲٫۷۶ کیلومتر مربع مساحت و ۳٬۱۷۵ نفر جمعیت دارد.

## خواهرخوانده
شهر ورتهایم آم ماین خواهرخواندهٔ چوبانکا هست.